# Wallander – Fotografen
Wallander – Fotografen är en svensk thriller från 2006. Det är den åttonde filmen i den första omgången med Krister Henriksson som Kurt Wallander. Filmen släpptes på DVD den 10 maj 2006.

## Handling
En välkänd krigsfotograf från Ystad håller en vernissage. Där hamnar han i gräl med en amerikansk kvinna som sedan stjäl en av hans bilder och flyr. Dagen efter påträffas hon död i hamnen. Skadorna visar att hon blivit påkörd, men var det en vanlig smitningsolycka?

## Rollista (urval)
- Krister Henriksson – Kurt Wallander
- Johanna Sällström – Linda Wallander
- Ola Rapace – Stefan Lindman
- Chatarina Larsson – Lisa Holgersson
- Marianne Mörck – Ebba
- Mats Bergman – Nyberg
- Fredrik Gunnarsson – Svartman
- Stina Ekblad – Karin Linder, obducenten
- Cecilia Nilsson – Anja
- Thomas W. Gabrielsson – Robert Thuresson
- Inga Edwards – Anita Thuresson
- Emilie Strandberg – Malin Persson
- Maria Tornberg – Sahra Lyell
- Robin Ellis – Tom Lyell
- Peter Luckhaus – advokat Gullhjelm
- Puk Scharbau – Lisa
- Isidor Torkar – pubägare
- Boel Larsson – bekant till Anja